# Neil Shipperley
Neil Jason Shipperley (Chatham, Inglaterra, 30 de octubre de 1974) es un exfutbolista inglés, se desempeñaba como delantero y se crio en las categorías inferiores del Chelsea FC. Actualmente ejerce de entrenador.

## Clubes
| Club              | País       | Año         |
| ----------------- | ---------- | ----------- |
| Chelsea FC        | Inglaterra | 1992 - 1994 |
| Watford FC        | Inglaterra | 1994        |
| Chelsea FC        | Inglaterra | 1994 - 1995 |
| Southampton FC    | Inglaterra | 1995 - 1996 |
| Crystal Palace FC | Inglaterra | 1996 - 1998 |
| Nottingham Forest | Inglaterra | 1998 - 1999 |
| Barnsley FC       | Inglaterra | 1999 - 2001 |
| Wimbledon FC      | Inglaterra | 2001 - 2003 |
| Crystal Palace FC | Inglaterra | 2003 - 2005 |
| Sheffield United  | Inglaterra | 2005 - 2007 |
| Brentford FC      | Inglaterra | 2007        |

- Datos: Q6989311